# Дарем (Північна Кароліна)
Дарем (англ. Durham) — місто (англ. city) у США, в округах Дарем і Вейк на півночі штату Північна Кароліна. Населення — 283 506 осіб (2020), агломерації Дарема — 301,228 тис. (2009), конурбації Ралі — Дарем — Чапел-Хілл — 1 742 816 осіб (2009). За чисельністю населення є п'ятим місто у Північній Кароліні.

## Історія
Місцевість міста належала первісним американським народам іно й оканічі сіоуанської мовної сім'ї. Тут проходив Великий індіанський торговий шлях.
Перщопрохідець-європеєць Джон Лоусон відвідав місцину 1701 року й нарік її «квіткою Каролін».
1849 року окружний лікар Бартлетт С. Дарем подарував землю для залізничної станції й депо. Тут процвітали вирощування й обробіток тютюну, розвивалися текстильні підприємства.
1869 року було зареєстроване місто Дарем, а 1881 року — округ Дарем.

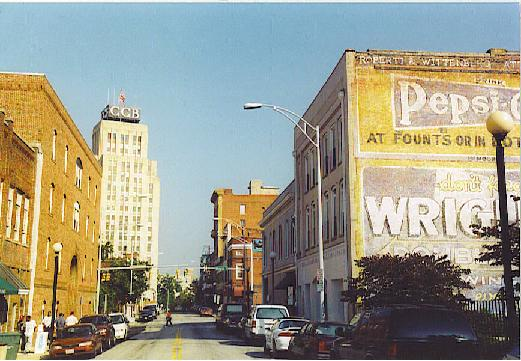
«Чорний Вол-стріт»

На початку 20 сторіччя Дарем став афроамериканським центром: тут утворилися фінансові й інші чорні підприємства, а вулиця, на якій знаходилися їхні офіси, мала назву «чорний Вол-стріт».
Економічний застій почався зі закриттям текстильних фабрик у 1930-х роках та зі зниження тютюнопаління після 1960-х років. Проте з відкриттям 1958 року установи «Дослідницький трикутниковий парк» за 15 км на південний схід від центра міста економіка поступово переорієнтувалася. З піднесенням міста Ралі як центра метрополії економічна активність у центрі Дарема поступово знижувалася.

## Географія
Дарем розташований за координатами 35°58′51″ пн. ш. 78°54′20″ зх. д. / 35.98083° пн. ш. 78.90556° зх. д. (35.980964, -78.905647).  За даними Бюро перепису населення США в 2010 році місто мало площу 280,44 км², з яких 278,09 км² — суходіл та 2,36 км² — водойми.

### Клімат
| Клімат : Дарем          | Клімат : Дарем | Клімат : Дарем | Клімат : Дарем | Клімат : Дарем | Клімат : Дарем | Клімат : Дарем | Клімат : Дарем | Клімат : Дарем | Клімат : Дарем | Клімат : Дарем | Клімат : Дарем | Клімат : Дарем | Клімат : Дарем |
| Показник                | Січ.           | Лют.           | Бер.           | Квіт.          | Трав.          | Черв.          | Лип.           | Серп.          | Вер.           | Жовт.          | Лист.          | Груд.          | Рік            |
| Абсолютний максимум, °C | 26,7           | 28,9           | 34,4           | 35,0           | 37,2           | 40,0           | 40,6           | 40,6           | 40,0           | 36,7           | 31,1           | 27,2           | 40,6           |
| Середній максимум, °C   | 9,6            | 11,9           | 16,7           | 21,8           | 25,9           | 29,4           | 31,4           | 30,4           | 27,2           | 21,9           | 16,7           | 11,5           | 21,3           |
| Середній мінімум, °C    | −2,3           | −1,4           | 2,8            | 7,7            | 13,1           | 18,6           | 21,2           | 19,9           | 15,7           | 8,1            | 3,0            | −0,9           | 8,8            |
| Абсолютний мінімум, °C  | −22,8          | −18,9          | −11,7          | −5             | −1,7           | 3,3            | 8,9            | 7,8            | 2,8            | −7,2           | −11,7          | −17,8          | −22,8          |
| Норма опадів, мм        | 113            | 94             | 119            | 87             | 117            | 102            | 100            | 111            | 111            | 94             | 86             | 87             | 1220           |
| Днів з опадами          | 11,2           | 9,6            | 11,2           | 8,9            | 10,6           | 8,9            | 9,6            | 9,1            | 7,7            | 6,9            | 8,0            | 10,0           | 111,7          |
| Днів зі снігом          | ,7             | ,8             | ,5             | 0              | 0              | 0              | 0              | 0              | 0              | 0              | ,1             | ,2             | 2,3            |
| ----------------------- | -------------- | -------------- | -------------- | -------------- | -------------- | -------------- | -------------- | -------------- | -------------- | -------------- | -------------- | -------------- | -------------- |
| Джерело: NOAA           |                |                |                |                |                |                |                |                |                |                |                |                |                |

## Демографія
Згідно з переписом 2010 року, у місті мешкало 228 330 осіб у 93 441 домогосподарстві у складі 52 409 родин. Густота населення становила 814 осіб/км².  Було 103221 помешкання (368/км²).
Расовий склад населення:
| - 42,5 % — білих - 41,0 % — чорних або афроамериканців - 5,1 % — азіатів - 0,5 % — корінних американців - 0,1 % — вихідців з тихоокеанських островів - 8,3 % — осіб інших рас |

До двох чи більше рас належало 2,7 %. Частка іспаномовних становила 14,2 % від усіх жителів.
За віковим діапазоном населення розподілялося таким чином: 22,7 % — особи молодші 18 років, 68,5 % — особи у віці 18—64 років, 8,8 % — особи у віці 65 років та старші. Медіана віку мешканця становила 32,1 року. На 100 осіб жіночої статі у місті припадало 90,6 чоловіків;  на 100 жінок у віці від 18 років та старших — 87,0 чоловіків також старших 18 років.
Середній дохід на одне домашнє господарство  становив 71 047 доларів США (медіана — 50 420), а середній дохід на одну сім'ю — 86 372 долари (медіана — 64 714). Медіана доходів становила 44 517 доларів для чоловіків та 43 082 долари для жінок. За межею бідності перебувало 19,2 % осіб, у тому числі 26,9 % дітей у віці до 18 років та 9,8 % осіб у віці 65 років та старших.
Цивільне працевлаштоване населення становило 125 266 осіб. Основні галузі зайнятості: освіта, охорона здоров'я та соціальна допомога — 36,7 %, науковці, спеціалісти, менеджери — 14,1 %, мистецтво, розваги та відпочинок — 9,5 %, роздрібна торгівля — 7,8 %.

## Економіка
Головні роботодавці міста «Дослідницький трикутниковий парк» (49 тисяч робітників) й Дюкський університет (39 тисяч працівників).

## Освіта
- Центральний університет Північної Кароліни — історично афроамериканський
- Даремський технічний громадський коледж — дворічний
- Мистецький інститут Ралі-Дарем
- Дюкський університет — приватний дослідницький університет